# 垣屋氏
垣屋氏（かきやうじ）は、桓武平氏の分家であり、のちに山名氏、脇坂氏の家老の家系である。

## 垣屋氏の起源
典型的な桓武平氏系の家系で、高望王の7代後にあたる平継遠が上総に移り住んで、「垣屋」と名乗ったことが始まりとされている。証拠としては、江戸時代に書かれた系図（井垣・紀州垣屋系図）が残っており、それに載っている。
これは、トップに出ている脇坂家ではなく、紀州、つまりは御三家の重臣の垣屋が書いたものである。この項ではこの説を元に書いているようである。
また、一説には千葉氏の傍流で千葉胤正の孫忠法が垣屋を名乗ったという説もある。こちらは豊岡市の「垣屋系図」による。この説で出てくる「垣屋隆国」は寺を建立していることでも有名である。
また、「高畑垣屋文書」では山名家の分家で源氏であるという説もあるが、これは江戸期に入ってから作られた文書なので将軍家におもねって源氏を詐称したという意見もある。なお、これがいわゆる「脇坂藩」の公式文書である。

## 室町時代前期の垣屋氏
山名時氏に従って、但馬に移り住んだのが垣屋家が山名氏に仕えた始まりで、以後代々山名氏の家老となる。
垣屋家が最も栄えたのは、明徳2年（1391年）明徳の乱にあたって、大部分は山名氏清・山名満幸に属したのに対し、山名時熙方に属したのは垣屋氏だけだったことが発端である。その結果、明徳の乱を契機として垣屋氏は躍進を遂げることになった。
このとき、垣屋家は10万石以上を手にしたとされている。

## 室町時代後期の垣屋氏
明徳の乱以来着々と力を蓄えていた垣屋氏は山名家の筆頭家老の座につき、以後山名氏を陰で支えることとなる。
このころから垣屋氏は 越前守熙続（長男）・ 越中守熙知（次男）・ 駿河守豊茂（三男）に別れ、それぞれ越前守家は楽々前城、越中守家は宵田城、駿河守家は轟城を受け持った。なお彼らは 垣屋弾正の孫、すなわち遠江入道の子である。
明徳の乱で活躍した垣屋弾正の孫の代になると所領は西気谷から竹野谷へと拡げられ、垣屋氏勢力扶植の基盤を確立した。
嘉吉の乱の恩賞で山名宗全が播磨守護職を賜ったとき、その代官として播磨守護代に任命されたのは垣屋越前守熙続であった。熙続の名は『但馬大岡寺文書』にもみえている。『校補但馬考』がもっとも整然としているとする『因幡垣屋系図』には越中守豊春も越前守熙続もその名を欠いている。おそらく、垣屋氏は多くの庶子家を抱える巨大な武士団を構成していたようだ。
井垣紀州本『垣屋系図』によれば、文明8年（1476年）に熙続が死去すると、後を垣屋豊遠が継ぐが、文明11年（1479年）の毛利次郎の乱鎮圧に加わった後の活動が見られないため同乱の鎮圧中に戦死したとみられる。その後継者である垣屋宗続も文明17年（1485年）に山名政豊の播磨遠征で敗れた際に討死している（豊岡市竹野町蓮華寺所蔵「垣屋代々之法名」）。宗続の弟や嫡男もこの時戦死したらしく、宗続の別の息子である垣屋続成（孫四郎）が後を継ぐが、垣屋氏は一時的に衰退した。

## 戦国時代前期の垣屋氏
守護代出身であったが応仁の乱以降、山名氏を押え但馬の中央部である城之崎城（豊岡城）周辺を制圧して但馬の戦国大名となった。主であった山名氏は垣屋氏によって出石地方に追いやられ小土豪同然となる（しかし権威はあった）。

## 戦国時代後期の垣屋氏
垣屋氏は没落し、戦国時代後期には垣屋続成が山名氏重臣の田結庄是義に討たれる。
垣屋光成（続成の孫とも）は父の仇を討ち織田氏に味方して、宵田表の戦いなどのあと秀吉に降った後吉川のこもる鳥取城攻めで活躍して因幡で1万石の大名となる。

## 江戸時代の垣屋氏
1600年の関ヶ原の戦いで、恒総は西軍にあった。そのため敗走し自害したが、
幸いにも垣屋駿河守家系統である垣屋豊実が東軍についていたため後に三男（駿河守）の家系は脇坂氏の家老になる。

## 室町時代後期の当主・一族
井垣・紀州説
- 垣屋弾正（頼忠）
- 遠江入道（熙忠）
- 垣屋熙続（熙忠長男：越前守）
- 垣屋熙知（熙忠熙忠次男：越中守）
- 垣屋豊茂（熙忠三男：駿河守）

豊岡市説
- 垣屋隆国（17代目）
- 垣屋満成（隆国長男：越前守）
- 垣屋国重（隆国次男：越中守）
- 垣屋国時（隆国三男：官職不明）
- 垣屋遠喜（隆国四男：知見村分）

## 戦国時代の当主（越前守家（隆国（豊岡市説）または熙忠（井垣・紀州説）長男））
- 垣屋続成
- 垣屋続貫（続実（つぐざね）は通称）
- 垣屋光成
- 垣屋恒総

## 戦国時代（駿河守家（越前守家（隆国（豊岡市説）または熙忠（井垣・紀州説）三男）））
- 垣屋豊続